# Benea
Benea es un despoblado que actualmente forma parte del concejo de Subijana de Álava, que está situado en el municipio de Vitoria, en la provincia de Álava, País Vasco (España).

## Historia
Documentado desde 1025 (Reja de San Millán), dado por despoblado en el siglo XIII, estaba situado entre los concejos de Zumelzu y Subijana de Álava y formaba parte de la Hermandad de Langrares.